# قدرت‌الله احسانی
قدرت‌الله احسانی (زاده ۱۳۰۴، سنگسر) کارگردان، فیلم‌نامه‌نویس، تهیه‌کننده، هنرپیشه، مدیر فیلم‌برداری و تدوین‌گر اهل ایران است.

## بازیگر
- دزد سوم (۱۳۵۴)
- خسیس (فیلم) (۱۳۳۴)
- افسونگر (فیلم ۱۳۳۲) (۱۳۳۲)
- غفلت (فیلم ۱۳۳۲) (۱۳۳۲)

## کارگردان
- دلقک (فیلم ۱۳۵۵) (۱۳۵۵)
- بدکاران (۱۳۵۲)
- خوشگلترین زن عالم (۱۳۵۰)
- ولگردان ساحل (۱۳۴۶)
- دنیای پول (۱۳۴۴)
- قربانی هوس (۱۳۴۲)

## نویسنده
- دلقک (۱۳۵۵)
- ولگردان ساحل (۱۳۴۶)
- داغ ننگ (۱۳۴۴)
- دنیای پول (۱۳۴۴)
- قربانی هوس (۱۳۴۲)

## تهیه‌کننده
- دلقک (۱۳۵۵)
- ولگردان ساحل (۱۳۴۶)

## مدیر فیلم‌برداری
- سامان (۱۳۶۴)
- راه دوم (۱۳۶۳)
- مرد شب (۱۳۵۳)
- بابا نان داد (۱۳۵۱)

## تدوین
- سامان (۱۳۶۴)
- راه دوم (۱۳۶۳)
- حلقه‌های ازدواج (۱۳۵۶)
- زن (۱۳۵۶)
- دلقک (۱۳۵۵)
- تعصب (۱۳۵۴)
- دزد سوم (۱۳۵۴)
- رانده شده (۱۳۵۴)
- بزن بریم دزدی (۱۳۵۳)
- ترکمن (۱۳۵۳)
- بدکاران (۱۳۵۲)
- تیغ آفتاب (۱۳۵۲)
- خوشگلترین زن عالم (۱۳۵۰)
- درختان ایستاده می‌میرند (۱۳۵۰)
- رسوای عشق (۱۳۵۰)
- یک مرد یک شهر (۱۳۵۰)
- آدم و حوا (۱۳۴۹)
- ]]عروس بیانکا]] (۱۳۴۹)
- روسپی (۱۳۴۸)
- قاتلین هم می‌گریند (۱۳۴۸)
- ]]سلطان قلبها]] (۱۳۴۷)
- ]]مرد حنجره طلایی]] (۱۳۴۷)
- []مرد بی ستاره]] (۱۳۴۶)
- معجزه (۱۳۴۶)
- سه ناقلا در ژاپن (۱۳۴۵)
- فرار از حقیقت (۱۳۴۵)
- میلیونر فراری (۱۳۴۵)
- داغ ننگ (۱۳۴۴)
- دنیای پول (۱۳۴۴)
- سه کارآگاه خصوصی (۱۳۴۴)
- نبرد غول‌ها (۱۳۴۴)
- ببر رینگ (۱۳۴۳)
- دهکده طلایی (۱۳۴۳)
- شیطان در می‌زند (۱۳۴۳)
- قربانی هوس (۱۳۴۲)
- اشک شوق (۱۳۴۱)
- بچه‌های محل (۱۳۳۹)
- چشمه عشاق (۱۳۳۹)

## جشنواره‌ها
- برنده جایزه بهترین فیلم‌برداری (روسپی) از دومین جشنواره فیلم سپاس تهران - ۱۳۴۸